# Dolores Fuller
Dolores Fuller (født Dolores Eble; 10. marts 1923 – 9. maj 2011) var en amerikansk schlager-forfatterinde, skuespillerinde og direktrice for eget pladeselskab ("Dee Dee Records").
Hun debuterede på film i en mikroskopisk rolle i filmen "It Happened One Night" fra 1934. Hun har siden medvirket i flere film, med en pause mellem 1956 og 1997, hvoraf hendes medvirken i den daværende kæreste; Edward D. Wood Jr.'s film "Glen or Glenda" (1953), "Jail Bait" (1954) og "Bride of the Monster" (1955) gjorde hende og de andre efterlevende til kult-personligheder fra 1980 (hvor Wood Jr. posthumt (uretfærdigt?) blev kåret som "The Worlds Worst Director") og fremefter. I 1994 blev der således lavet en film, Ed Wood, hvor Sarah Jessica Parker spiller Dolores Fuller.
Som forfatterinde var hun bl.a. kvinden bag nogle af Elvis Presley's film-sange – til eksempel: "Rock-a-Hula Baby".